# Zudar
Zudar is een schiereiland in het zuiden van het Duitse eiland Rügen en tevens een plaats en voormalige gemeente op dat schiereiland. Het maakt sinds 2004 deel uit van de gemeente Garz/Rügen in de Landkreis Vorpommern-Rügen (deelstaat Mecklenburg-Voor-Pommeren).
Zudar heeft een oppervlakte van 18 km². Het wordt van het vasteland gescheiden door de Strelasund. De landverbinding met de rest van Rügen ligt aan de noordwestkant, bij het hoofddorp Zudar. De Schoritzer Wiek met de Maltziener Wiek vormt in het noorden de scheiding met Rügen, terwijl de Puddeminer Wiek en de Glewitzer Wiek dat in het westen doen. Aan de oostkant van het schiereiland ligt de Greifswalder Bodden.  
Het sterk gelede schiereiland is op de smalste plek, bij Maltzien, 900 meter breed. De kaap Palmer Ort in het zuidoosten is het zuidelijkste punt van Rügen. 
Het westelijkste gedeelte van Zudar is het smalle schiereiland Glewitz, waar zich het natuurgebied Glewitzer Vogelhaken bevindt. Vanaf Glewitz is Zudar door middel van een veerdienst verbonden met Stahlbrode op het vasteland.
In het hoofddorp Zudar staat een 13e-eeuwse kerk. Bij Zicker, Poppelvitz, Losentitz en Maltzien staan 19e-eeuwse landgoederen. De andere dorpjes en gehuchten op het schiereiland zijn Freudenberg, Foßberg, Glewitz en Grabow.

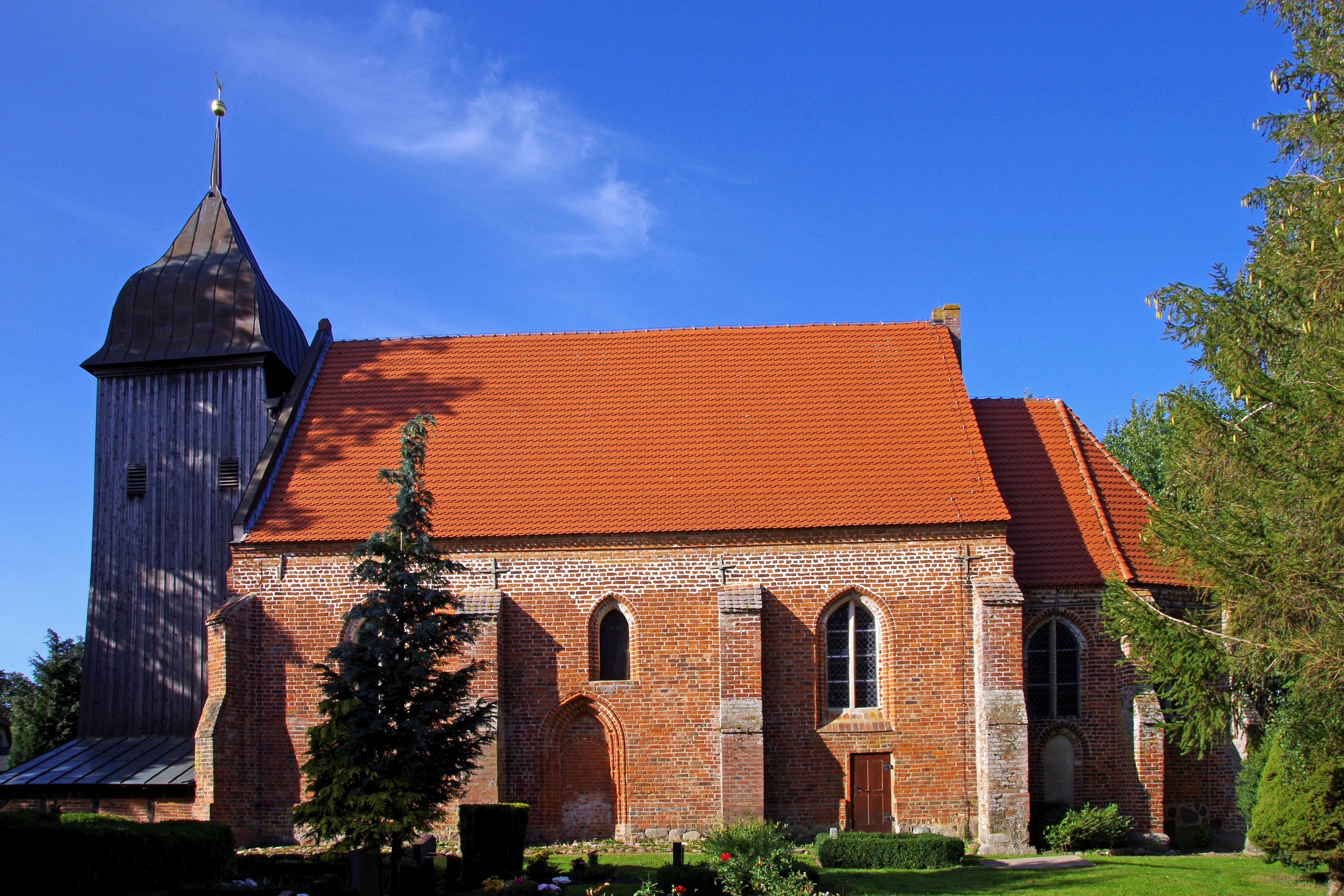
De St.Laurentius in Zudar

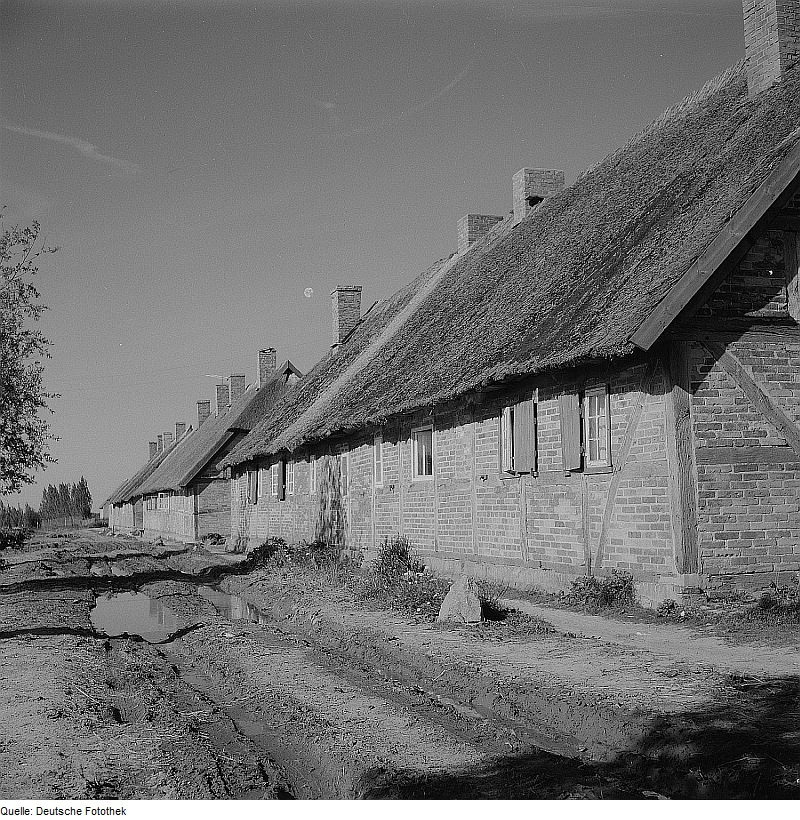
Zudar in 1963